# 放つ音
『放つ音』（はなつおと）は、Loeの1枚目のミニアルバム。2013年10月23日、depthから発売された。

## 概要
Loeのインディーズデビュー作。ミニアルバム3部作の1作目になっているのは、山口篤曰く「アルバムを通して、今回の『放つ音』はあくまで1stピース目で、追って発売予定の2nd『Lという名の衝動』3rd『閃』を合わせた三部作のつもりで考えてます。例えばフルアルバム作ってる時に、作り手側もいつの間にか作り出してしまってる、それぞれの楽曲に対する温度差とか。つまり捨て曲みたいなものが無くなると思う。何よりあんまり誰もやってないから面白い」とのこと。

## 収録曲
1. 放つ音
2. 掌のアンドロイド
リードトラック[3]。プロモーションビデオが制作されている。
3. 9月の風
4. BABY DON'T CRY

作詞：山口篤 (#1, 3, 4) 、井上太郎 (#2)
作曲：山口篤、編曲：麻井寛史 (#ALL)

## レコーディング参加
- 山口篤 - ボーカル、ドラム
- 大浦史記 - ピアノ、コーラス
- 安井剛志 - ギター
  - 岡本仁志 - ギター
  - 麻井寛史（Sensation） - ベース